# John Maynard Smith
John Maynard Smith, född 6 januari 1920 i London, England, död 19 april 2004 i Lewes, England, var en brittisk teoretisk och matematisk evolutionsbiolog och genetiker. Han var en av pionjärerna i att använda spelteori inom evolutionsområdet.

## Biografi
Maynard Smith var son till kirurgen Sidney Maynard Smith. Han växte upp i London, men efter faderns död 1928 flyttade familjen till Exmoor, där han blev intresserad av naturhistoria. Mycket missnöjd med bristen på formell naturvetenskaplig utbildning vid Eton College  började Maynard Smith att utveckla ett intresse för darwinistisk evolutionsteori och matematik, efter att ha läst arbetet av gamla Etonian J. B. S. Haldane, vars böcker fanns i skolans bibliotek trots det dåliga rykte Haldane hade på Eton för sin kommunism. Han blev ateist vid 14 års ålder.
Efter att ha lämnat skolan gick Maynard Smith med i Storbritanniens kommunistiska parti och började studera teknik vid Trinity College, Cambridge. När andra världskriget bröt ut 1939 trotsade han sitt partis linje och anmälde sig frivilligt till tjänst. Han avvisades dock på grund av dålig syn och blev tillsagd att avsluta sin ingenjörsexamen, vilket han gjorde 1941. Han sa senare att "under omständigheterna var min dåliga syn en selektiv fördel - det hindrade mig från att bli skjuten". Året för sin examen gifte han sig med Sheila Matthew, och de fick senare två söner och en dotter (Tony, Carol och Julian). Mellan 1942 och 1947 tillämpade han sin examen på militär flygplansdesign. 
Maynard Smith avled den 19 april 2004 sittande i en stol hemma, omgiven av böcker. Han efterlämnar hustrun Sheila och deras barn.

## Karriär och vetenskapligt arbete
Maynard Smith gjorde sedan ett karriärbyte och började på University College London för att studera fruktflugegenetik under Haldane. Efter examen blev han lektor i zoologi vid sin alma mater mellan 1952 och 1965, där han ledde Drosophila-laboratoriet och forskade om populationsgenetik. Han publicerade en populär pingvinbok, The Theory of Evolution, 1958 (med efterföljande utgåvor 1966, 1975, 1993).
Han blev gradvis mindre lockad av kommunismen och blev en mindre aktiv medlem och lämnade slutligen partiet 1956som många andra intellektuella, efter att Sovjetunionen brutalt undertryckte den ungerska revolutionen. Han medgav också att ett forskningsprogram i evolutionsbiologi uttryckligen informerat av marxismen tycktes bära lite frukt.
År 1962 var han en av grundarna av University of Sussex och var dekan 1965–85. Han blev därefter professor emeritus. Före hans död döptes byggnaden som rymmer mycket av livsvetenskaperna i Sussex om till John Maynard Smith Building till hans ära.

### Evolution och spelteori
År 1973 formaliserade Maynard Smith ett centralt begrepp inom evolutionär spelteori som kallas den evolutionärt stabila strategin, baserat på ett verbalt argument av George R. Price. Detta forskningsområde kulminerade i hans bok Evolution and the Theory of Games från 1982. Hawk-Dove-game är utan tvekan hans enskilt mest inflytelserika spelteoretiska modell. 
Maynard Smith valdes till fellow i Royal Society 1977 och 1986 tilldelades han Darwinmedaljen.
Maynard Smith publicerade en bok med titeln The Evolution of Sex som i matematiska termer utforskade begreppet "tvåfaldig kostnad för sex". Under slutet av 1980-talet blev han också intresserad av de andra stora evolutionära övergångarna tillsammans med evolutionsbiologen Eörs Szathmáry. Tillsammans skrev de en inflytelserik bok från 1995 The Major Transitions in Evolution, ett banbrytande arbete som fortsätter att bidra till pågående frågor inom evolutionsbiologin. En populärvetenskaplig version av boken, The Origins of Life: From the birth of life to the origin of language, publicerades 1999.
Hans sista bok, Animal Signals, tillsammans med David Harper, om signalteori publicerades 2003. 

## Utmärkelser och hedersbetygelser
- Tinbergen Lecture,  1976
- Mendel Medal,  1985[6]
- Darwinmedaljen,  1986[7]
- Frinkmedaljen,  1989
- Balzanpriset,  1991
- Linnean Medal,  1995
- Sewall Wright Award,  1995[8]
- ASAB Medal,  1995[9]
- Royal Medal,  1997
- Crafoordpriset i biovetenskap,  1999[10]
- Copleymedaljen,  1999[11]
- Kyotopriset i grundforskning,  2001[12]
- Darwin–Wallace-medaljen,  2008[13]
- Hedersledamot av the Zoological Society of London

[Redigera Wikidata]